# Славкув (Лодзинське воєводство)
Славкув (пол. Sławków) — село в Польщі, у гміні Реґнув Равського повіту Лодзинського воєводства.
Населення — 91 особа (2011).
У 1975-1998 роках село належало до Скерневицького воєводства.

## Демографія
Демографічна структура станом на 31 березня 2011 року:
|          | Загалом | Допрацездатний вік | Працездатний вік | Постпрацездатний вік |
| -------- | ------- | ------------------ | ---------------- | -------------------- |
| Чоловіки | 46      | 15                 | 25               | 6                    |
| Жінки    | 45      | 8                  | 22               | 15                   |
| Разом    | 91      | 23                 | 47               | 21                   |